# Alphonsea sessiliflora
Alphonsea sessiliflora là loài thực vật có hoa thuộc họ Na. Loài này được Merr. mô tả khoa học đầu tiên năm 1915.